# Anafrodisíaco
Anafrodisíacos são substâncias capazes de diminuir a libido. A palavra anafrodisíaco vem do prefixo grego αν-, que significa negação, e da deusa grega do amor, Afrodite.

## Fármacos anafrodisíacos em tratamentos médicos
Não existem substâncias que apresentem efeitos anafrodisíacos sem maiores efeitos colaterais. Em tratamentos químicos para parafilias e hipersexualidade, alguns fármacos são usados por seus efeitos colaterais de certos medicamentos (ISRS - inibidores selectivos da recaptação da serotonina e certos antipsicóticos, por exemplo) podem ser anafrodisíacos por natureza. Ainda têm efeitos anafrodisíacos e podem ser usados em tratamentos deste tipo os antiandrógenos, tratamento a base de estrógenos e agonistas do hormônio LHRH.

## Anafrodisíacos fitoterápicos
Anafrodisíacos herbais têm sido usados por vários setores religiosos e ordens no decorrer da história. O mais comum é a liamba (Vitex agnus-castus) (chamada no Pará Alecrim-de-Angola), usada para normalizar o nível de hormônio em homens e mulheres.
O nome da espécie, agnus castus, é originário do latim castitas e significa castidade. O nome da planta é derivado de uma crença antiga de que a planta poderia suprimir o desejo sexual. Esposas romanas, cujos maridos lutavam nas legiões, espalhavam as folhas em suas camas para esse propósito. A igreja católica, na Europa, desenvolveu uma variação desse tema, colocando ramos da planta nas roupas dos monges noviços para, supostamente, suprimir o desejo sexual. Um estudioso, em 1880, menciona em seus escritos, o uso do Vitex para "esfriar" paixões. O remédio era distribuído nos conventos para inibir paixões, mas ele colocava em dúvidas o seu efeito.
Além da Vitex, a outras plantas têm sido atribuídas características anafrodisíacas, entre elas o lúpulo (Humulus lupulus), a manjerona (Origanum majorana), o coentro (Coriandrum sativum), o tojo (conhecido na Europa como ulex), e espécie de Solanum dulcamara.

## Anafrodisíacos químicos
São citados na literatura como anafrodisíacos químicos: cânfora, nitrato de potássio, bromo e mirra.